# Isojoki
Isojoki este o comună din Finlanda.